# Mongala
Mongala  (Swahili: Jimbo la Maniema) er en af de 26 Provinser i Demokratiske Republik Congo. Den er oprettet ved opdelingen af den tidligere provins Équateur, hvilket resulterede i provinserne Mongala, Équateur, Nord-Ubangi, Sud-Ubangi og Tshuapa. Mongala blev dannet af Mongala-distriktet, hvis by Lisala blev ophøjet til hovedstaden i den nye provins.

## Historie
Fra 1963-1966 var Mongala-provinsen kendt som Moyen-Congo, men under Mobutu blev provinsen reintegreret i den tidligere Équateur-provins, hvor den blev administreret som Mongala-distriktet indtil 2015.
Præsidenter (senere guvernører) i Moyen-Congo-provinsen var:
- 6. april 1963 – juni 1964 Laurent Eketebi
  - (de facto fra 15. september 1962)
- April 1963 – 30. juli 1963 Denis Akundji
  - (præsident for løsrivelsesprovinsen Bumba)
- 23. juni 1964 – 10. august 1965 Augustin Engwanda
- 10. august 1965 – 25. april 1966 Denis Sakombi (født 1929, død 1985)